# Ahmed Ounaies

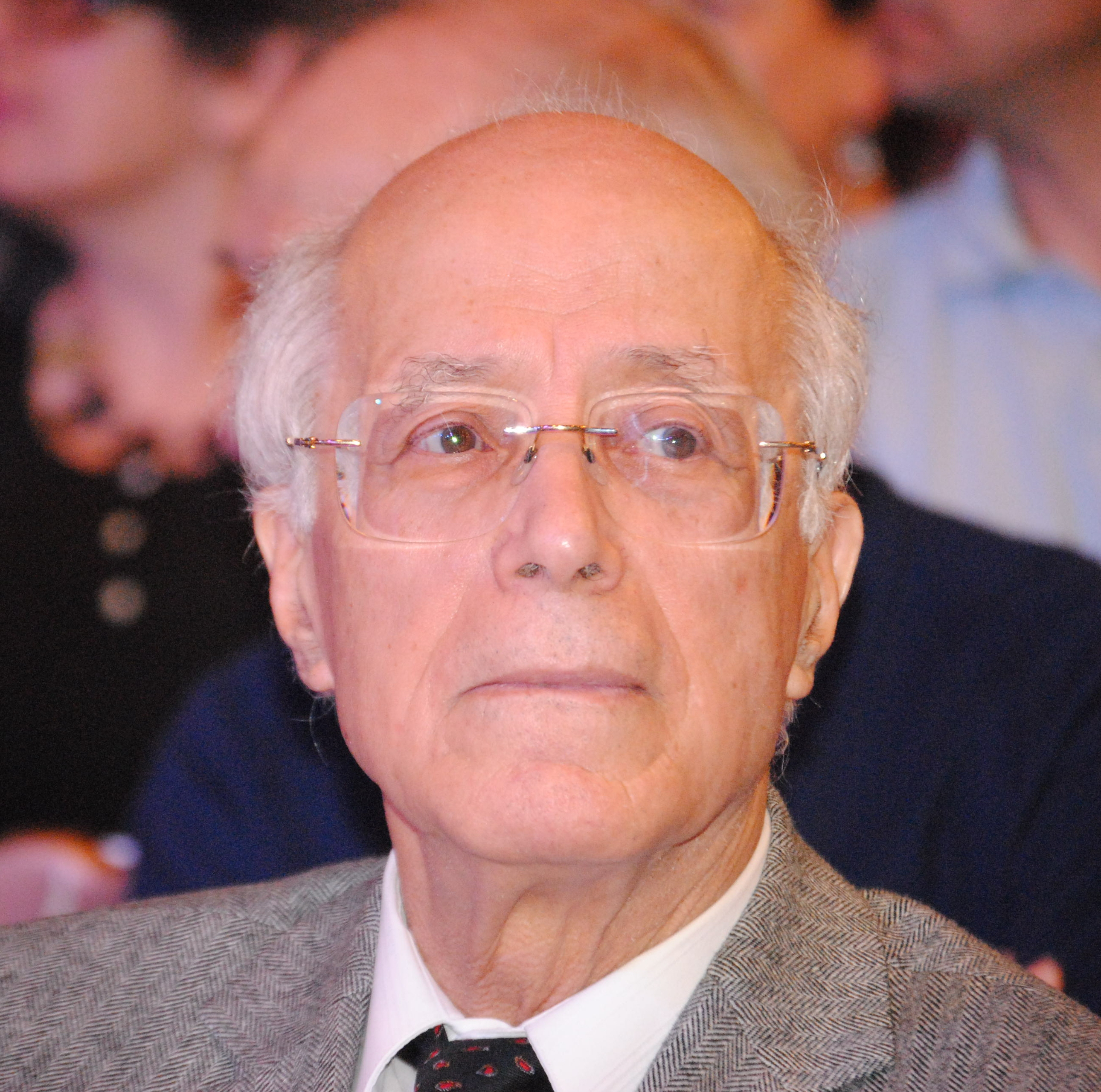
Ahmed Ounaies (2013)

Ahmed Abderraouf Ounaies (auch Ahmed Ounaïes bzw. Ahmed Ounaes; arabisch أحمد ونيس; * 1936) ist ein tunesischer Diplomat und Politiker. Er war vom 27. Januar 2011, nach der Revolution in Tunesien 2010/2011, bis 13. Februar 2011 Außenminister seines Landes.
Ounaies musste zurücktreten, nachdem er die französische Außenministerin Michèle Alliot-Marie bei einem gemeinsamen Auftritt überschwänglich gelobt hatte. Er bezeichnete sie als „Freundin Tunesiens“ und liebe es, ihr „unter allen Umständen und an allen Rednerpulten“ zuzuhören. Kurz zuvor war bekannt geworden, dass Alliot-Marie das Privatflugzeug eines Geschäftsmanns für ihren Urlaub benutzt hatte, der dem gestürzten Präsidenten Ben Ali nahestand. Außerdem hatte Alliot-Marie Ben Ali noch kurz vor seiner Flucht aus Tunesien französische Hilfe angeboten. In der Folge kam es zu massiven Protesten der tunesischen Diplomaten, derentwegen Ounaies schließlich zurücktreten musste.